# Gérard Badini
Pour les articles homonymes, voir Badini.
Gérard Badini (né à Paris le 16 avril 1931) est un saxophoniste, clarinettiste, pianiste et chef d'orchestre français de jazz.

## Biographie
Il débute à la clarinette dans l’orchestre de Michel Attenoux en 1952, puis constitue un trio avec Claude Bolling en 1955. À partir de 1958, il se consacre essentiellement au saxophone ténor et participe à de nombreuses tournées et enregistrements, principalement au sein de l’orchestre de Claude Bolling. En 1973, il crée son propre groupe : Swing Machine. Il effectue un premier voyage aux États-Unis en 1975, à l’issue duquel il revient avec Sam Woodyard, l’ex-batteur de Duke Ellington. En 1976, Sam Woodyard cède la place à un autre percussionniste prestigieux : Sonny Payne. Gérard Badini repart en 1977 pour New York. Au cours de cette période, il se produit avec Helen Humes, Roy Eldridge, Clark Terry, et également à la tête de son propre quartet.
Il rentre en France en 1979 et présente une nouvelle Swing Machine composée du pianiste Alain Jean-Marie, du contrebassiste Michel Gaudry et du batteur Philippe Combelle. Le 14 février 1984, au New Morning, naît la Super Swing Machine, un big band de dix-huit musiciens qui a depuis participé aux plus grands festivals de jazz européens ainsi qu’aux plus prestigieuses émissions de télévision.
En 1992, Gérard Badini s’est vu décerner le Grand Prix du Jazz de la SACEM et, en 1993, le Prix Boris Vian de l’Académie du Jazz.
En 2006, sort Scriabin's Groove, mise en regard de six pièces pour piano d'Alexandre Scriabine et leur transposition dans l'idiome du jazz. Cet album, produit par son fils Jérôme Badini et unanimement salué par la critique, est plusieurs fois récompensé.

## Discographie
- St Louis Blues (avec Sidney Bechet, 1954)
- The World Is Sad And Blue (avec Paul Gonsalves, 1969)
- Sneaking Around (avec Helen Humes, 1974)
- The Swing Machine (avec Sam Woodyard, 1975 ; avec Sonny Payne, 1976)
- French Cooking (1980)
- Mr Swing Is Still Alive (1985)
- Mr Swing Meets Claude Debussy (1991)
- Swingin' Marilyn (1994)
- French Cooking (2003)
- Scriabin's Groove (2006)